# Pirayú
Pirayú è un centro abitato del Paraguay; è situato nel dipartimento di Paraguarí, ad una distanza di circa 57 km dalla capitale del paese, Asunción, e forma uno dei 17 distretti del dipartimento.

## Popolazione
Al censimento del 2002 la località contava una popolazione urbana di 3.856 abitanti (15.003 nel distretto).

## Storia
Fondata nel 1769 dal governatore spagnolo Carlos Morphi, il suo nome in origine era Capilla Gayoso, dal cognome della famiglia che donò il terreno sul quale fu edificata. Nella frazione di Cerro Verá nacque il futuro eroe della Guerra della triplice alleanza José Eduvigis Díaz.

## Caratteristiche
Situata nella parte settentrionale del dipartimento, la località è circondata dai rilievi collinari della Cordillera de los Altos. Nel centro urbano è ancora presente la stazione ferroviaria costruita nel  1864 e oggi dismessa.

## Economia
Un'attività che dà una forte identità a Pirayú è quella dell'artigianato tessile; l'agricoltura produce canna da zucchero, cotone, uva e manioca. Anche l'allevamento ha una parte rilevante nell'economia della zona.